# Пантопразол
Пантопразол — синтетичний препарат, що є похідним бензимідазолу та належить до групи інгібіторів протонної помпи, для перорального та парентерального застосування. Пантопразол уперше синтезований у Німеччині та застосовується у клінічній практиці з 1994 року.

## Фармакологічні властивості
Пантопразол — синтетичний препарат, що є похідним бензимідазолу та належить до групи інгібіторів протонної помпи. Механізм дії препарату полягає в інгібуванні ферменту парієтальних клітин шлунку H+/K+ АТФази (який також називають протонною помпою), що призводить до блокування переносення іонів водню із парієтальних клітин у порожнину шлунку та гальмування кінцевого етапу секреції соляної кислоти. Після введення в організм пантопразол накопичується в каналах обкладочних клітин шлунку, саме у просвіт яких заходять частини молекул протонної помпи, де виключно і відбувається взаємодія препарату із ферментом H+/K+ АТФазою виключно парієтальних клітин шлунку та не взаємодіє з H+/K+ АТФазами та H+/Na+ АТФазами інших тканин (епітелію жовчних шляхів, гематоенцефалічного бар'єру, кишкового епітелію, епітелію рогівки та м'язів, остеокластів та клітин імунної системи). Найвища ефективність пантопразолу спостерігається при високій pH шлункового соку (pH < 3), що вище за аналогічний показник інших інгібіторів протонної помпи (омепразолу, рабепразолу, лансопразолу та езомепразолу), що призводить до сповільнення початку дії пантопразолу в порівнянні з іншими препаратами групи, але забезпечує високу селективність дії препарату виключно на парієтальні клітини шлунку та зменшує кількість побічних ефектів у зв'язку із неактивністю пантопразолу при нижчому рівні кислотності шлунку. Пантопразол пригнічує секрецію соляної кислоти парієтальними клітинами слизової оболонки шлунку; у тому числі як спонтанну (базальну), так і стимульовану гістаміном, гастрином та ацетилхоліном. Оскільки застосування пантопразолу знижує рівень кислотності шлунку, то це призводить до стимуляції вироблення гастрину. Пантопразол має власну активність проти Helicobacter pylori та використовується у схемах ерадикації цього мікроорганізму. Пантопразол має найвищий серед усіх блокаторів протонної помпи час зв'язування із протонною помпою, що призводить до значного збільшення часу відновлення шлункової секреції після приймання препарату — до 46 годин, який у лансопразолу становить лише 15 годин, а у рабепразолу та омепразолу — 30 годин. Пантопразол у меншому ступені взаємодіє із системою цитохрому Р-450, що дозволяє застосовувати препарат, на відміну від омепразолу, зокрема, одночасно із клопідогрелем та циталопрамом. При застосуванні пантопразолу в дозі 40 мг/добу протягом 2 тижнів спостерігається загоєння виразки дванадцятипалої кишки у 89% хворих, при застосуванні протягом 4 тижнів аналогічної дози препарату при виразці шлунку загоєння виразки спостерігається у 88% хворих. Висока ефективність пантопразолу спостерігається при застосуванні даного препарату і при гастроезофагеальній рефлюксній хворобі, а також для профілактики утворення і лікування гострих ерозивних уражень шлунково-кишкового тракту при гострому панкреатиті. При тривалому застосуванні пантопразолу (понад 3 років) спостерігається збільшення кількості хромафінних клітин у слизовій оболонці шлунку, що пов'язано із підвищеним виробленням гастрину на фоні тривалого застосування пантопразолу. Експериментально доведено зв'язок тривалого застосування пантопразолу із виникненням карциноїду шлунку, пухлин печінки та щитоподібної залози. У 2010 році FDA випустило бюлетень із попередженням про підвищений ризик переломів стегна, зап'ястя та хребта при тривалому (понад 1 рік) або при застосуванні у високих дозах препаратів із групи блокаторів протонної помпи (у тому числі пантопразолу, а також омепразолу, лансопразолу, рабепразолу, езомепразолу та декслансопразолу).

### Фармакокінетика
Пантопразол швидко та повністю всмоктується як при прийманні всередину, так і при внутрішньовенному введенні, біодоступність препарату складає в середньому 77% при пероральному застосуванні. Максимальна концентрація пантопразолу в крові досягається протягом 2—3 годин, дія препарату при внутрішньовенному введенні розпочинається уже за 15 хвилин після ін'єкції. Пантопразол майже повністю (на 98%) зв'язується з білками плазми крові. Пантопразол всмоктується у слизовій оболонці тонкого кишечника, та накопичується у парієтальних клітинах шлунку. Після всмоктування пантопразол перетворюється на активну форму — сульфенамід, та, на відміну від інших препаратів групи інгібіторів протонної помпи, зв'язується із двома молекулами цистеїну протонної помпи, що забезпечує більш стійкий зв'язок із ферментом H+/K+ АТФазою, який не руйнується глутатіоном, та забезпечує більш тривалу дію пантопразолу у порівнянні з іншими препаратами групи. В інших тканинах пантопразол не створює високих концентрацій, погано проходить через гематоенцефалічний бар'єр, може проходити через плацентарний бар'єр та виділятися у грудне молоко. Метаболізується пантопразол у печінці, частково з утворенням активного метаболіту (деметилпантопразол, та двох неактивних метаболітів. Виводиться пантопразол з організму переважно із сечею (82%), частково із фекаліями. Період напіввиведення препарату становить 0,9—1,9 години, активного метаболіту в середньому 1,5 години. При печінковій недостатності період напіввиведення пантопразолу збільшується у 2—3 рази, при нирковій недостатності період напіввиведення зростає незначно (хоча й збільшується у два рази період напіввиведення основного метаболіту).

## Показання до застосування
Пантопразол застосовується при виразковій хворобі шлунку та дванадцятипалої кишки, синдромі Золлінгера-Еллісона, гастроезофагеальній рефлюксній хворобі та рефлюкс-езофагіті, у схемах ерадикації Helicobacter pylori. Пантопразол застосовується також для лікування та профілактики ерозивно-некротичних уражень слизових оболонок шлунково-кишкового тракту при гострому панкреатиті. Пантопразол застосовується також для профілактики та лікування медикаментозних уражень шлунку та дванадцятипалої кишки, у тому числі спричинених нестероїдними протизапальними препаратами та протипухлинними хімієтерапевтичними препаратами.

## Побічна дія
При застосуванні пантопразолу побічні ефекти спостерігаються рідко. Найчастіше (у більш ніж 1% випадків застосування) спостерігаються гастроентерит, інфекції сечових шляхів, біль у суглобах або у спині, інфекції верхніх дихальних шляхів, задишка, грипоподібний синдром. Також при застосуванні препарату можуть спостерігатися наступні побічні ефекти:
- Алергічні реакції — рідко (0,01—0,1%) висипання на шкірі, свербіж шкіри, алопеція, синдром Стівенса-Джонсона, синдром Лаєлла, гарячка, кропив'янка.
- З боку травної системи — нечасто (0,1—1%) діарея; рідко (0,01—0,1%) нудота, блювання, здуття живота, сухість у роті, біль у животі, метеоризм; описаний одиничний випадок карциноми шлунку.
- З боку нервової системи — рідко (0,01—0,1%) головний біль, головокружіння, сонливість, загальна слабість, депресія, парестезії, шум у вухах, фотофобія, порушення зору.
- З боку сечостатевої системи — вкрай рідко (менше 0,01%) гематурія, імпотенція, периферичні набряки.
- Зміни в лабораторних аналізах — рідко спостерігаються еозинофілія, гіперглікемія, гіперхолестеринемія, гіперліпопротеїнемія, підвищення активності амінотрансфераз в крові, а також тромбоцитопенія.[9]

## Протипокази
Протипоказами до застосування пантопразолу є підвищена чутливість до препарату, неврогенна диспепсія, злоякісні пухлини травної системи, гепатит та цироз печінки, які супроводжуються важкою печінковою недостатністю, виражені порушення функції нирок. Пантопразол рекомендовано застосовувати з обережністю при вагітності та годуванні грудьми. Пантопразол рекомендований для лікування дітей віком від 12 років.

## Форми випуску
Пантопразол випускається у вигляді таблеток по 0,02 та 0,04 г і порошку для ін'єкцій у флаконах по 0,04 г. Пантопразол разом із амоксициліном та кларитроміцином входить до складу комбінованого препарату «Β-клатинол».

## Синоніми
Нольпаза ліофілізат